# Philophylla erebia
Philophylla erebia är en tvåvingeart som först beskrevs av Erich Martin Hering 1941.  Philophylla erebia ingår i släktet Philophylla och familjen borrflugor. Inga underarter finns listade i Catalogue of Life.